# K’noup Tomopoulos
K’noup Tomopoulos (eredeti nevén Pantelis Tomopoulos, görögül: Παντελής Τομοπούλου) (Kasztoriá, 1975. október 4. –) görög származású amerikai énekes, dalszerző és dalszövegíró. Legismertebb zenekara a Viza nevű folk-rock együttes.

## Élete
1975. október 4-én született a görögországi Kastoriában, de néhány hónappal később a család New Yorkba költözött. Gyerekkorában öt éven át egy filharmonikus zenekarban játszott trombitán, majd 17 éves korában váltott a gitárra és éneklésre. „1992-ben kezdett el érdekelni a zene, mikor egyik reggel egy hanggal a fejemben keltem, ami örökre megváltoztatta az életem. Aznap reggel azt akartam, hogy ezt a hangot mindenki hallja a világban, de amilyen éretlen voltam még akkor ahhoz, hogy énekesnek hívhassam magam, tudtam, hogy áldozattal fog járni.”

### Neurobox
1994-ben találkozott Hiram Rosario dobossal, és 1995-ben megalapították a Neurobox nevű alternatív metál zenekart. Hamarosan a legendás New York-i CBGB’s állandó fellépőivé váltak. Ekkor kezdte használni a K'noup művésznevet, ami a szúnyog görög megfelelőjéből (κουνούπι, ejtsd: kounoúpi) származik. Bár a Neurobox hivatalosan soha nem szűnt meg, 2005 után kevésbé volt aktív. 2020 elején bejelentette, hogy Hiram Rosarioval, a zenekar társalapítójával új Neurobox albumon dolgoznak, ami 2021 februárjában jelent meg Fall of man címmel.

### Viza
2002-ben K’noup Los Angeles-be költözött, de továbbra is a Neurobox volt a fő projektje. A város jelentős örmény közösségéből több zenésszel is megismerkedett, így hozták végül létre a Viza nevű folk-rock zenekart, amellyel nemzetközi ismertségre tettek szert a System of a Down énekesének, Serj Tankiannak a támogatása, és számos európai turnéjuk által. K’noup jelenleg is elsősorban a Vizában tevékenykedik.

### Blackmore
2015-2016-ban a Viza szünetet tartott, ekkor vált K’noup a Los Angeles-i heavy metal zenekar, a Blackmore énekesévé, és elkészítették Neo című albumukat. Ezután a zenekar kreatív különbségek miatt megvált tőle, majd hamarosan feloszlott. K’noup visszatért a Vizához.

### Szólókarrier
Egy szólóalbuma jelent meg The Hopeless Romantic címmel, valamint több másik szólódalt és feldolgozást is készített. Ezekre a dalokra jellemző a lassabb, érzelmesebb, akusztikus hangzás, de új műfajok kipróbálása is (pl. az elektronikus stílusú The Game). Néhány dal erejéig Minor Movements név alatt ismét együttműködött Johnny Nice-szal is, akivel annak idején a Vizát életre keltették. 2018. októberében bejelentette, hogy új, Crusader c. szólóalbumán dolgozik, melyet dalonként fog megjelentetni. Az első, a Backstabber 2018. október 4-én jelent meg, a címadó Crusader pedig 2019. november 13-án. Ugyanezen a napon a Backstabber egy másik, elektronikus hangzású verzióját is közzé tette, Backstabber 2.0 címmel.

## Stílus
K’noup hangja bariton. A Neurobox-ban a tiszta ének mellett gyakran használ black metal inspirálta hörgéseket és sikolyokat, míg a Vizában és szólódalaiban jellemzően tisztán énekel, hangjával is kifejezve a dal vidám, gúnyos, vagy épp melankolikus hangulatát.
A dalok írásakor nem riad vissza a kísérletezéstől és a szokatlan megoldásoktól, inspirációt pedig saját bevallása szerint bármi adhat: a körülötte lévő emberek és események épp úgy, mint elképzelt szituációk vagy a saját nyers érzelmei. Dalszövegei jellemzően erősen metaforikusak és szimbolikusak, így nehéz megmondani, pontosan miről is szólnak, inkább egy érzést, hangulatot közvetítenek.

## Érdekességek
K’noup nem minden irodalmi ötletét szedte dalba, néhány rövid története és „közmondása” prózaként olvasható a honlapján.
Bár anyanyelvének az angolt tartja, görögül is folyékonyan beszél.
K’noup presents nevű kezdeményezésével kezdő zenekarokat igyekszik segíteni zenei karrierjük elindításában azzal, hogy fellépési lehetőséget biztosít nekik különböző klubokban.
Tadeh Daschi, aki a Viza Breakout the violins és Trans-Siberian standoff c. klipjeit rendezte, 2008-ban készített egy 28 perces kisfilmet Paulo Coelho Portobellói boszorkány c. regényéből, amelyben K’noup is feltűnik egy cameo erejéig, a film zenéjét pedig a Viza szerezte.

## Diszkográfia

### Neurobox
- Calm (album, 1998)
- Eve (album, 2000)
- Adam (album, 2004-2005)
- Fall of man (album, 2021)
- Medicine Cabinet (single)
- B-sides (EP, 2011)

### Viza
- Visa – (EP, 2001)
- Maktub – (album, 2006)
- De Facto – (EP, 2007)
- Eros – (album, 2008)
- Made in Chernobyl – (album, 2010)
- Carnivalia – (album, 2011)
- Aria – (album, 2014)
- The Unorthodox Revival I – (EP, 2018)
- The Unorthodox Revival II – (EP, 2018)
- Bake me in clouds – (single, 2011)
- Alabama song – (single, feldolgozás, 2012)
- Fuego – (single, 2014)
- Naive melody – (single, feldolgozás, 2014)
- When doves cry – (single, feldolgozás 2014)
- Eros (single, 2019)
- Loyal tea (single, 2020)

### Blackmore
- Neo (album, 2016)

### Szóló
- The Hopeless Romantic (album, 2016)
- Just for you (single, 2011)
- The game (single, 2016)
- Dangerous (single, 2017)
- Backstabber (single, 2018)
- Crusader (single, 2019)
- Backstabber 2.0 (single, 2019)
- Going to California (single, feldolgozás, 2015)
- Black&Blue (single, feldolgozás, 2012)
- These Salted Wounds (single, Minor Movements, 2013)
- I’m Jealous (single, feldolgozás, 2012)
- Heavenly (single, feldolgozás, 2012)

### Vendégénekesként
- Cellogram – All about Anna
- R-Mean – Masquarade
- Dina Fanai – Time warrior
- Pavlo – Cowboy of the highway